# Urteskum
Urteskum (Mucilago crustacea) er en art plasmodisk svampedyr i klassen Myxogastria (tidl. Myxomycetes). Plasmodiet er cremefarvet til gulligt, men umiddelbart før omdannelsen til aetheliet bliver det mørkegråt. Aetheliet sidder direkte på underlaget, ofte plantestængler, græs eller tynde grene af f.eks. hassel. Aetheliet dannes mellem marts og november, men oftest om sommeren eller efteråret. Forekommer hist og her i Nord- og Mellemeuropa.
| Biologi | Spire Denne artikel om biologi er en spire som bør udbygges. Du er velkommen til at hjælpe Wikipedia ved at udvide den. |